# James Curtis Hepburn
James Curtis Hepburn (Milton, 1815. március 13. – East Orange, 1911. szeptember 21.) amerikai orvos, misszionárius. Ő fejlesztette ki a japán nyelv Hepburn-átírását, amit hol csonka, hol teljes formájában széles körben használnak nyugati szövegekben.
A Princetonra és a Pennsylvaniai Egyetemre járt. Orvos-misszionáriusként Sziámba akart menni, de az ópiumháború miatt két évig Szingapúrban kellett maradnia. Öt évnyi misszionáriusi tevékenység után 1845-ben visszatért az Egyesült Államokba és praxist nyitott New Yorkban.

James Curtis Hepburn szobra Japánban

1859-ben Japánt szemelte ki célul, ismét misszionáriusként Kanagavában nyitott klinikát, majd iskolát is. Iskolájának utóda a ma Meidzsi Gakuin Daigaku (明治学院大学) néven működő egyetem. Összeállított egy japán–angol szótárat, ami először 1867-ben jelent meg. A harmadik, 1887-es kiadás már egy javított átírási rendszert használt, amit más lelkes érdeklődők dolgoztak ki. Hepburnnek magának viszonylag kevés munkája fűződik az átírás kialakításához, az elterjesztésében viszont annál nagyobb szerepet vállalt. Szótára mellett közreműködött a Biblia japánra fordításában is. Munkásságáért 1905-ben a császár a Felkelő Nap-renddel tüntette ki.
1882-ben visszatért az Egyesült Államokba. 1911-ben, 96 évesen hunyt el a New Jersey-i East Orange-ben.

## Fordítás
- Ez a szócikk részben vagy egészben  a   James Curtis Hepburn című angol Wikipédia-szócikk ezen változatának fordításán alapul.  Az eredeti cikk szerkesztőit annak laptörténete sorolja fel. Ez a jelzés csupán a megfogalmazás eredetét és a szerzői jogokat jelzi, nem szolgál a cikkben szereplő információk forrásmegjelöléseként.